# Edward Boye
Edward Boye (1º gennaio 1948) è un ex calciatore ghanese.

## Carriera
Partecipò alle Olimpiadi de1972.